# 权贞子
权贞子（1962年11月—），女，朝鲜族，中华人民共和国政治人物。现任延边朝鲜族自治州政协副主席。第十二、十三、十四届全国政协委员。